# ФК Шопрон
ФК Шопрон (мађ. Football Club Sopron) је фудбалски клуб из Шопрона, Мађарска. Утакмице су играли на домаћем вишенаменском Градском стадиону (Stadion Városi) или још познатом као стадион Капосташ утца (Káposztás utca), капацитета од 6.500 гледалаца. Процена броја гледалаца варира од извора до извора и креће се у распону од 5.300 до 6.500. Боје клуба су бордо и бела.

## Историја
ФК Шопрон је основан 1921. године под именом ФК Шопрони Поштар (Soproni Postás). Тим се поново обновио 1945. године и понео име ФК Шопрон (FC Sopron Futball Kft).
ФК Шопрон је ушао у прволигашко такмичење у сезони 2000/01 када је у конкуренцији 16 тимова на крају заузео 9 место. Шопрон је играо у првој дивизији све до сезоне 2007/08, када је финансијски банкротирао и угасио се као тим.
- 12. јула 2005.  ФК Шопрон је купљен од стране Мариуса Визера (Marius Ladislau Vizer), тачније 51% акција.
- 14. септембра 2007.  Лондонски Carrefur Ltd. купује 79% власништва клуба.[1]
- 27. септембра 2007. је одржана оснивачка скупштина новег власника, за председника је постављен Antonio Righi а за спортског директора Salvatore Trunfio. Риги је оставио Лајоша Детарија за тренера.[2]
- 28. септембра 2007. После куп утакмице Детари се пожалио да му није исплаћена уговорена новчана обавеза и сутрадан је отпуштен са места позиције тренера.[3]
- 1. октобра 2007. Винченцо Коско постаје тренер првог тима, али нема лиценцу.
- 8. октобра 2007. Фудбалски савез Мађарске покреће истрагу у клубу око неправилности.[4]
- 29. октобра 2007. Комисија фудбалског савеза није пронашла неправилности али и даље проверава лиценцу.[5]
- 4. јануара 2008. Поништава се лиценца због неисплаћених дугова.[6]
- 23. јануара 2008. Градска управа, због неизмирених обавеза и немогућности договора са Ђезепеом Романовим предаје Шопронов стадион РЕАЦу који се сели у Шопрон.[7]
- 15. фебруара 2008. Због немогућности обнављања лиценце ФК Шопрон (FC Sopron Kft) се и званично гаси.

## Признања
- ФК Шопрон је освојио Куп Мађарске 2005. године под вођством тренера Атиле Пинтера (Pintér Attila). Финалну утакмицу Шопрон је играо против ФК Ференцвароша и победио је са 5:1.
- Освојено 5 место у сезони 2003/04,
- У сезони 2003/04 играч Шопрона, Михаљ Тот је освојио титулу најбољег стрелца шампионата са постигнутих седамнаест голова.

## Име клуба
- 1921. ФК Шопрон Пошташ, (Soproni Postás)
- 1991. ФК Шопрон Тавкезлеши,
- 1995. ФК Шопрон МАТАВ,
- 2005. ФК Шопрон, (FC Sopron)